# A Test Before Trying
A Test Before Trying, titulado Una Prueba Antes De Intentarlo en Hispanoamérica y Un examen antes de esforzarse en España, es el décimo episodio de la vigesimocuarta temporada de la serie de animación Los Simpson. Se emitió el 13 de enero de 2013, en Estados Unidos por Fox y el 26 de mayo de 2013 en Hispanoamérica.

## Sinopsis
La escuela es amenazada con ser cerrada debido a la mala calificación de los alumnos en un examen, y Bart es el único que puede equilibrar el promedio. Skinner trató de hacer lo que sea para que la escuela no fuera destruida, Bart rebela que no había hecho una prueba, tenía miedo de reprobar así que recibió ayuda de Lisa para que aprobara. Cuando estaba terminado la prueba le faltaba un minuto y un escarabajo se puso en un óvalo vacío de C y así logró aprobar.
Mientras, Homer encuentra un parquímetro en el basurero e intentará hacer dinero con él. Homer estaba haciendo estafas hasta que lo descubrieron, el jefe Wiggum iba a multarlo (o arrestarlo) pero Homer se fue en su auto pero choca y se destruye su parquímetro y termina siendo arrestado .

## Producción
Éste es el segundo episodio de la temporada escrito por Joel H. Cohen, el otro fue Gone Abie Gone.